# Bienfaisant (1754)
Le Bienfaisant était un vaisseau de ligne à deux ponts de 64 canons de la marine royale, construit à Brest en 1753-1754 sur les plans de Jean Geoffroy,. Il fut mis en chantier pendant la vague de construction qui sépare la fin de guerre de Succession d'Autriche (1748) du début de la guerre de Sept Ans (1755). Engagé dans la guerre de Sept Ans, il fut capturé en 1758 au siège de Louisbourg. Intégré à la Royal Navy, il servit pendant la guerre d'Indépendance américaine, puis dans les guerres de la Révolution et de l’Empire et fut démoli en 1814.

## Caractéristiques principales
Le Bienfaisant était un bâtiment moyennement artillé mis sur cale selon les normes définies dans les années 1730-1740 par les constructeurs français pour obtenir un bon rapport coût/manœuvrabilité/armement afin de pouvoir tenir tête à la marine anglaise qui disposait de beaucoup plus de navires. Il faisait partie de la catégorie des vaisseaux dite de « 64 canons » dont le premier exemplaire fut lancé en 1735 et qui sera suivi par plusieurs dizaines d’autres jusqu’à la fin des années 1770, époque où ils seront définitivement surclassés par les « 74 canons. »
Sa coque était en chêne, son gréement en pin, ses voiles et cordages en chanvre. Il était moins puissant que les vaisseaux de 74 canons car outre qu'il emportait moins d'artillerie, celle-ci était aussi pour partie de plus faible calibre, soit :
- vingt-six canons de 24 livres sur sa première batterie percée à treize sabords,
- vingt-huit canons de 12 sur sa deuxième batterie percée à quatorze,
- dix canons de 6 sur ses gaillards[3],[1].

Cette artillerie correspondait à l’armement habituel des 64 canons. Lorsqu'elle tirait, elle pouvait délivrer une bordée pesant 540 livres (soit à peu près 265 kg) et le double si le vaisseau faisait feu simultanément sur les deux bords. Chaque canon disposait en réserve d’à peu près 50 à 60 boulets, sans compter les boulets ramés et les grappes de mitraille.
Pour nourrir les centaines d’hommes qui composait son équipage, c’était aussi un gros transporteur qui devait avoir pour deux à trois mois d'autonomie en eau douce et cinq à six mois pour la nourriture. C'est ainsi qu'il embarquait des dizaines de tonnes d’eau, de vin, d’huile, de vinaigre, de farine, de biscuit, de fromage, de viande et de poisson salé, de fruits et de légumes secs, de condiments, de fromage, et même du bétail sur pied destiné à être abattu au fur et à mesure de la campagne.

## La carrière du vaisseau

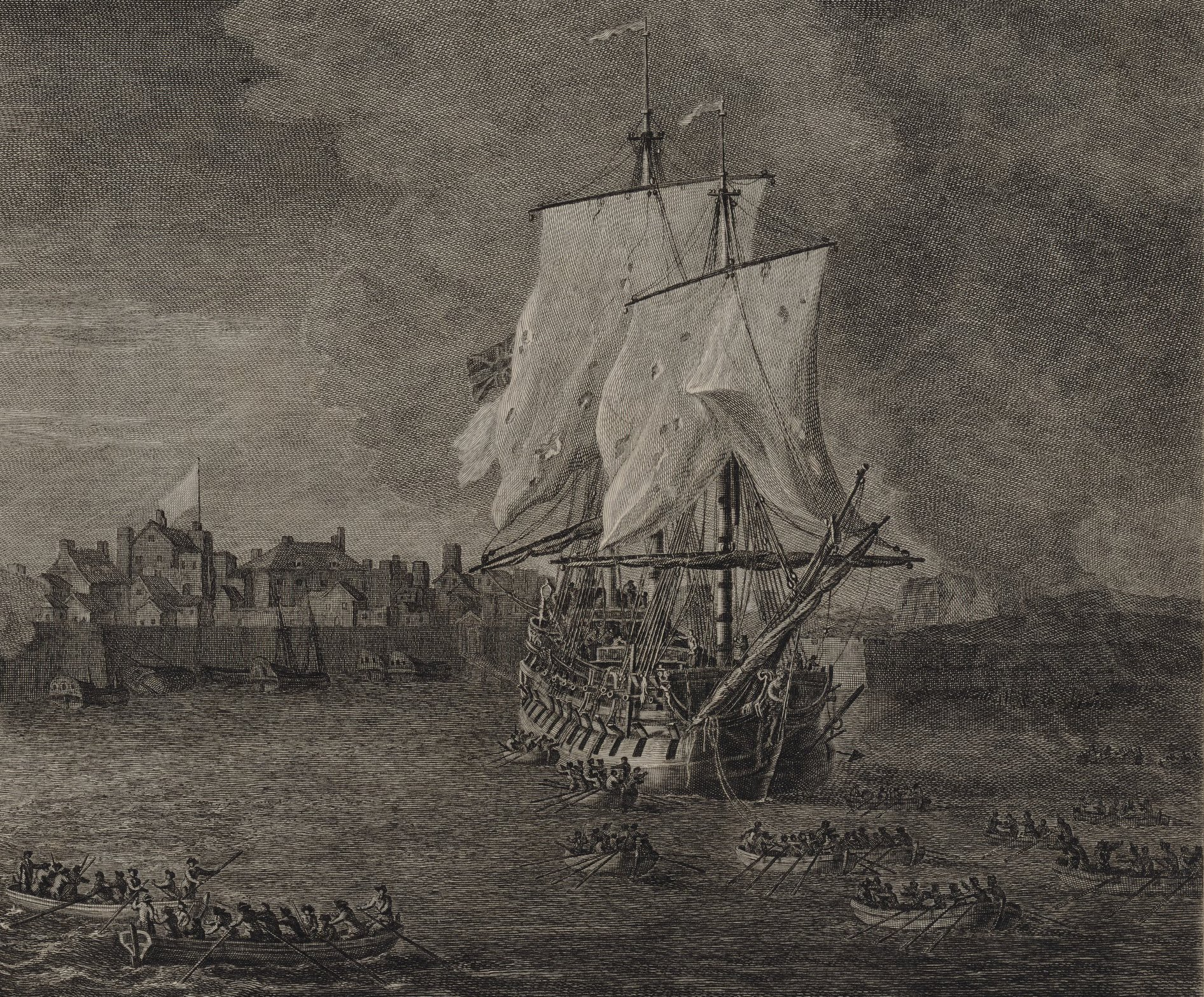
La capture du Bienfaisant lors du siège de Louisbourg, en 1758.

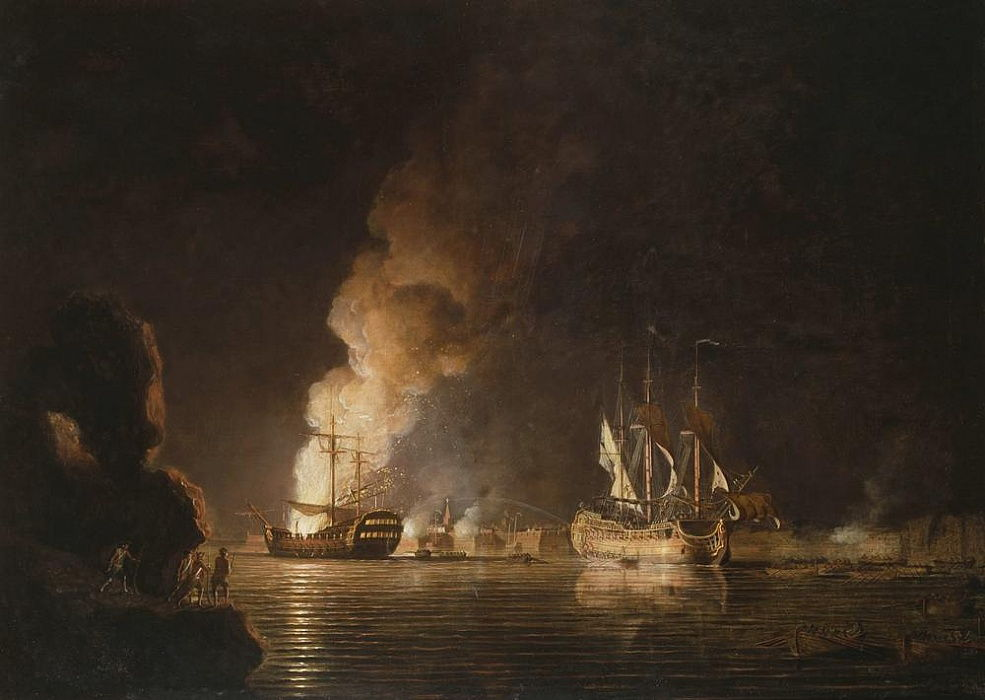
Le Prudent en feu et le Bienfaisant capturé.

Alors que la guerre entre la France et l’Angleterre avait débuté en 1755, le Bienfaisant n’est signalé sur aucune escadre ou division et semble être resté à quai jusqu’en 1758, année où il mena sa première mission. La situation dans l’Atlantique devenant de plus en plus difficile pour la flotte française, il reçut la mission de se rendre à Louisbourg pour participer à la défense de ce port essentiel à la sécurité du Canada français. Sous les ordres de Monsieur de Courserac, il fut armé en flûte pour embarquer des renforts et prit la mer dans la division de Beaussier de l’Isle (cinq vaisseaux, une frégate). La mission quitta Brest le 10 avril 1758. Elle se passa sans encombre et arriva à Louisbourg le 28 du même mois. Elle se plaça alors sous les ordres du marquis Des Gouttes arrivé de son côté sur le Prudent.
C’est alors que se présenta le 2 juin devant Louisbourg une puissante flotte anglaise de vingt ou vingt-deux vaisseaux et dix-huit frégates. Elle escortait plus de cent navires de transport qui entreprirent de débarquer 12 000 hommes de troupe chargés d'attaquer la place. Ne pouvant raisonnablement pas affronter cette escadre, le Bienfaisant fut contraint, avec les autres navires, de se réfugier dans le port. Le siège se resserrant de plus en plus, les bâtiments finirent par se retrouver à portée de tir de l’artillerie anglaise. Le 21 juillet 1758, sur la fin de la journée, une bombe tomba sur un navire de la division, le Célèbre et perça la soute aux poudres. L’explosion qui s'ensuivit fit voler en éclats ses œuvres mortes et jeta une grande quantité de débris enflammés sur l’Entreprenant et le Capricieux mouillés tout près. En un instant, les cordages et les voiles de ces navires s’embrasèrent. La plus grande partie des équipages ayant été mis à terre pour participer à la défense de la place, il fut impossible de maîtriser l’incendie, d’autant que les Anglais, voyant la scène, se mirent à tirer à boulets rouges sur les trois bâtiments pour précipiter leur perte. C’est à grand peine que les marins purent sauver les deux vaisseaux encore intacts, le Prudent et le Bienfaisant car les canons chargés des navires en feu tiraient en tous sens au fur et à mesure que les flammes les atteignaient.
Dans la nuit du 25 au 26 juillet, les Anglais repartirent à l’attaque contre les deux derniers navires français. Entre minuit et une heure du matin, une flottille de barques montées par 600 soldats et marins se glissa en silence le long de l’île de l’Entrée alors qu’une attaque de diversion était montée de l’autre côté de la forteresse pour y attirer l’attention de la garnison. Pendant ce temps, la flottille se divisa en deux escouades qui s’approchèrent du Prudent et le Bienfaisant reconnaissables à leurs fanaux malgré le brouillard et l’obscurité. Les barques qui s’approchaient du Bienfaisant étaient montées par les hommes du commandant George Balfour, de l'HMS Aetna. Ce ne fut qu’au moment où elles accostèrent sur les flancs des navires que les sentinelles les virent et jetèrent des cris d’alarme auquel les Anglais répondirent par de formidables hourras en montant à l’abordage. Les équipages, dont la plus grande partie était à terre furent immédiatement submergés.
Au bruit du combat, les batteries françaises à terre firent feu quelques instants au risque de blesser l’un des leurs. Il était de toute façon trop tard pour sauver les deux vaisseaux. Le Prudent s’étant échoué à marée basse, les Anglais y mirent le feu. Le vaisseau fut entièrement détruit. Quant au Bienfaisant, il fut pris en remorque par les barques anglaises pour être ancré sous la protection de leurs batteries au nord-est de la rade. Cette dernière action acheva de démoraliser la garnison qui par ailleurs était arrivée au bout de ses moyens de résister. La place capitula le jour même. Le Bienfaisant est l'un des trente-sept vaisseaux de ligne perdus par la France pendant la guerre de Sept Ans.
Intégré dans la Royal Navy, le Bienfaisant fut renommé HMS Bienfaisant,. Il prit part à la bataille du Cap St Vincent en 1780. Le Bienfaisant fut détruit en 1814.